# Florence Bates

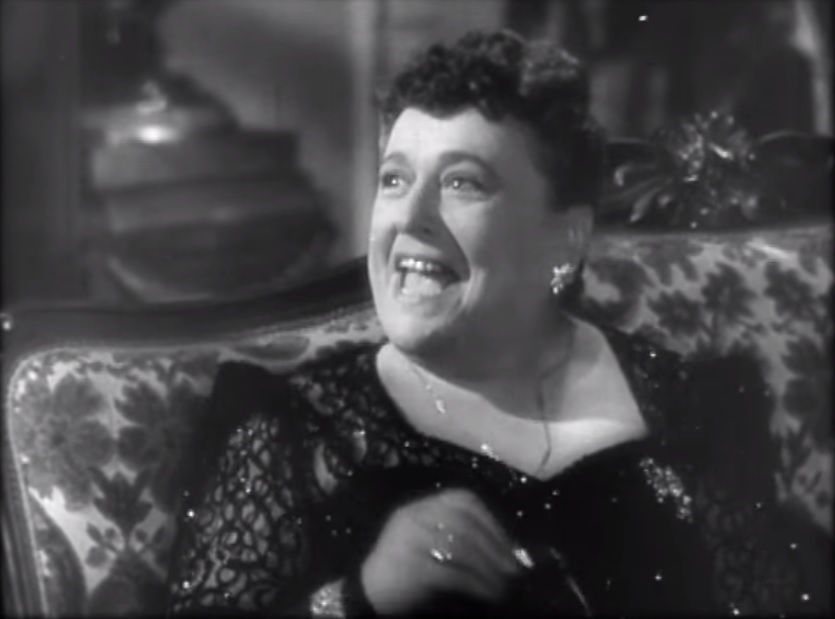
Florence Bates som Mrs. Van Hopper i Rebecca 1940.

Florence Bates, född Florence Rabe 15 april 1888 i San Antonio, Texas, död 31 januari 1954 i Burbank, Kalifornien, var en amerikansk skådespelare och advokat. Efter att ha arbetat som lärare under 1900-talets början kom hon att arbeta inom juridik under 1910-talet. Hon var sedan verksam som småföretagare fram till 1930-talet då hon började intressera sig för skådespeleri. Hon kom under 1940-talet att bli en populär birollsaktör i Hollywoodfilmer och medverkade i över 60 filmer.

## Filmografi, urval
- 1940 – Rebecca
- 1940 – Kitty Foyle – ung modern kvinna
- 1941 – Hemliga Higgins
- 1941 – Kärlekstokig
- 1942 – Fräck i frack
- 1942 – Månen och silverslanten
- 1943 – Hasardspelaren
- 1943 – Hon som kom köksvägen
- 1943 – Vi spioner
- 1944 – Storsvindlaren Dimitrios
- 1945 – Högt spel i Saratoga
- 1945 – I kväll och varje kväll
- 1946 – En kammarjungfrus memoarer
- 1946 – Husan som inte visste sin plats
- 1947 – Här kommer en annan
- 1948 – Lyckliga stunder
- 1948 – Porträtt av Jennie
- 1949 – Min man – eller din?
- 1949 – New York dansar
- 1949 – Flickan från badstranden
- 1951 – Panik på nattexpressen